# シュテディンガー十字軍
シュテディンガー十字軍 (英語: Stedinger Crusade)あるいはシュテディンガー戦争 (ドイツ語: Stedingerkrieg)は、1233年から1234年にかけて、教皇の承認の下でブレーメン大司教などの軍(十字軍)がシュテディンゲンの農民（シュテディンガー）と戦った戦争である。
シュテディンゲンの農民はブレーメン大司教に属する自由農民であったが、重税や財産の扱いへの不満から全面的な反乱が勃発した。ブレーメン大司教は権威を保つべく自力で鎮圧を試みたが失敗したので、麾下の教会と教皇庁を動かし、反乱農民に対する「十字軍」の承認を受けた。これにより小規模な十字軍が結成されたが、初年度は農民軍に撃退された。しかし翌1234年にさらに大規模な十字軍が集まり、農民反乱を鎮圧した。
ヨーロッパの同じキリスト教徒を異端と認定して攻撃した小規模な十字軍は他にドレンテ十字軍 (1228年–1232年)やボスニア十字軍 (1235年–1241年)などがあり、しばしば同様の事件として比較されている。

## 背景

### シュテディンゲン村

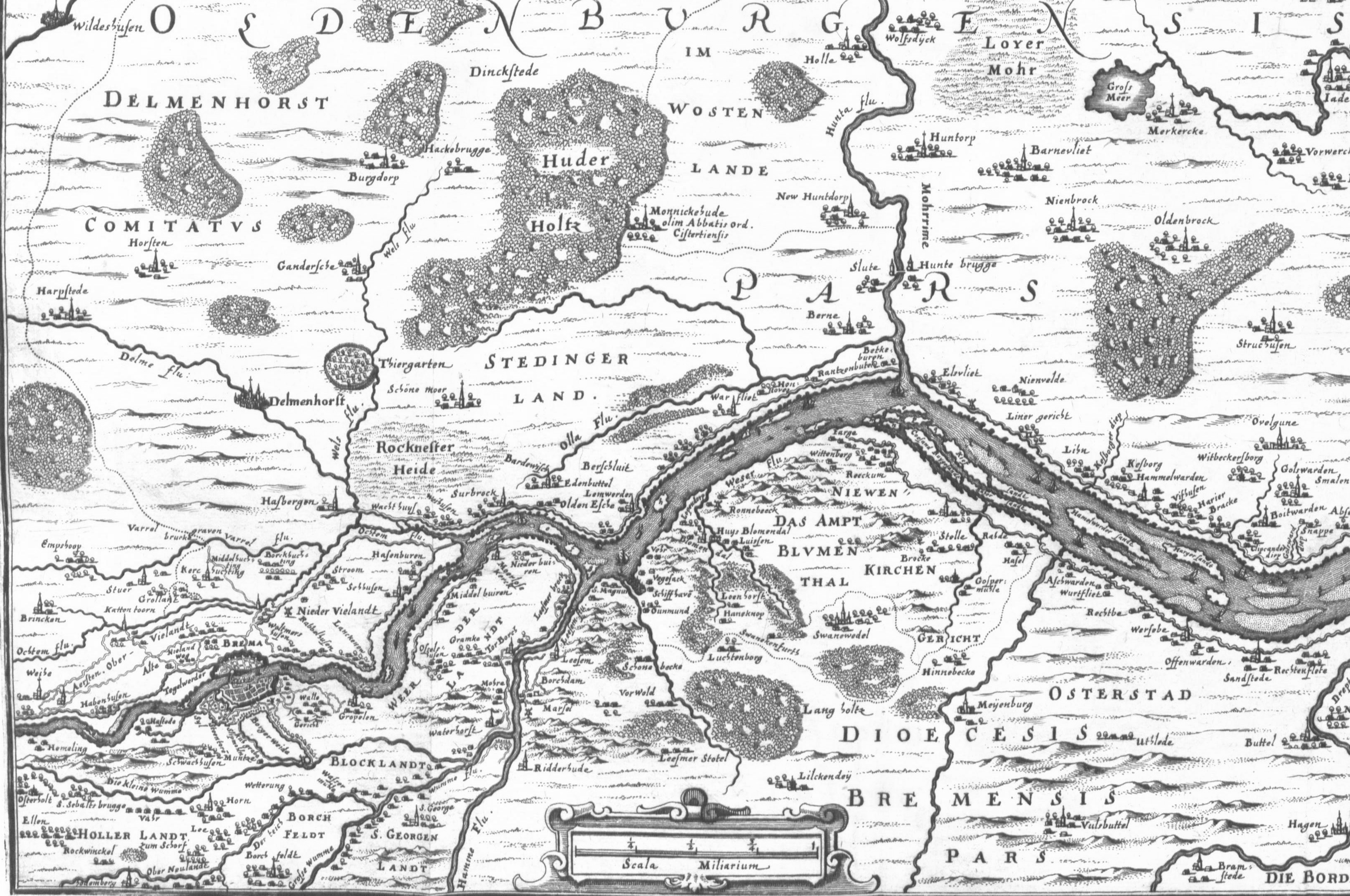
17世紀のシュテディンゲンの地図

シュテディンゲンの住民は、もともとヴェーザー川とフンテ川の間の地域、ブレーメンの対岸に住んでいた農民が、フンテ川の北側にも住み着いた者たちであった。沼や湿地の広がるこの地域は、12世紀初頭に初めて開拓され、人が住むようになった。この土地がシュテディンゲン、ラテン語でテッラ・ステディンゴールムと呼ばれるのに対し、その住民はシュテディンガー(Stedinger)、ラテン語でステディンゲ(Stedinge)と呼ばれた。テッラ・ステディンゴールムとは「シュテディンガーの地」という意味である。これらの語源は、ドイツ語で沿岸あるいは岸辺を意味するゲスターデ(Gestade)である。ただ12世紀前半頃は、シュテディンガーらはホランディ(Hollandi)すなわちホラント人、あるいは単にルスティチ(rustici、「農民」の意)と呼ばれていた。後に領主との関係が悪化してからは、ベスティエ(bestie)すなわち獣たち、とも呼ばれた。
法律上は、シュテディンゲンの住民の大部分はブレーメン大司教領の属民で、そのミニステリアーレにより統治されていた。一部にはフンテ川の北側のオルデンブルク伯の属民だった者もいた。シュテディンゲンの住民は、1106年の時点ですでにブレーメン大司教フリードリヒ1世から、自由土地保有権や教会建設権、一部納税免除などの特権を認められていた。こうした特権はまとめてイウス・ホランディクム(ius hollandicum、「ホラント人の権利」)と呼ばれた。13世紀前半には、シュテディンゲン住民はウニヴェルシタス・ステディンゴールム（universitas Stedingorum、「シュテディンガー組合」の意）と呼ばれる明確な共同体を組織するようになっていた。

### シュテディンガーの反乱
しかしブレーメン大司教はイウス・ホランディクムを尊重しなかったので、シュテディンゲンの住民は不満を募らせていった。特に問題となったのは、大司教が住民に本来の義務を超える税を納めるよう要求したこと、また大司教やオルデンブルク伯が農民の自由土地所有制を廃し借地制に切り替えようとしたことであった。
1204年、フンテ川の北のシュテディンゲンの住民がオルデンブルク伯に対し反乱を起こし、2つの城を焼き払った。反乱はフンテ川の南側にも広がり、大司教のミニステリアーレ(家人、家士)は追放された。農民たちは租税と十分の一税の支払いをやめ、1212年、1213年、1214年に大司教の城を攻撃した。1219年、新たにブレーメン大司教となったゲルハルト2世は、シュテディンゲンを支配下に取り戻すべくすぐに行動を開始した。1229年のクリスマス直前、彼は租税・十分の一税滞納を理由にシュテディンゲンの住民を破門した。ケルンの国王年代記には、「彼らの増長により」（pro suis excessibus)という理由記述がある。
1229年12月、ゲルハルト2世は兄のリッペ領主ヘルマン2世と組んで小規模な軍勢を集め、シュテディンゲンに侵攻した。クリスマスの日に行われた戦闘は農民軍の勝利に終わり、ヘルマン2世は戦死した。1232年の9月1日以降の日、ゲルハルト2世は兄を弔うため、リリエンタールにシトー会修道女院を建設した。彼は創設憲章の中で「ブレーメンの教会の解放のために」と書いている。

## 事前調査と十字軍発令
1229年の反乱軍に敗北を喫したゲルハルト2世は、十字軍結成に向けて準備を始めた。おそらく彼は、1228年にパーダーボルンとユトレヒトのウィルブランドが反乱農民に対して起こしたドレンテ十字軍に着想を得ていたと言われる。1230年3月17日、ゲルハルト2世は管区内での宗教会議を招集し、シュテディンガーを異端であると宣言した。シュテディンガーは迷信的な儀式を行い、司祭を殺し、教会や修道院を焼き、聖餐を冒涜した、と非難された。カルチェレのサン・ニコラのオットー枢機卿や随員のドミニコ会士たちも同年の後半にブレーメンを通り過ぎる際にゲルハルト2世への支持を表明し、ゲルハルト2世の十字軍計画を強力に後押しした。
1230年6月、ゲルハルト2世はローマに赴き、個人的に事の次第を教皇グレゴリウス9世と相談した。グレゴリウス9世は慎重に事を運ぼうとし、ミュンスター大聖堂長に破門とシュテディンガーに対する非難の妥当性を確認するよう命じた。この調査が済むと、グレゴリウス9世は使徒的書簡スィ・エア・クェ (1231年7月26日)をリューベック司教ヨハン1世とブレーメンの主だった2人のドミニコ会士に送り、さらにシュテディンガー糾弾の妥当性を調査しシュテディンガーを聖餐に呼び戻すよう命じた。ただし、このスィ・エア・クェの時点で、シュテディンガー非難が正しいと分かった際には調査者たちに近隣の貴族に軍事援助を求めることを認めていた。リューベック司教が状況の解明に失敗したので、グレゴリウス9世は改めてラッツェブルク司教ゴットシャルクとミンデンのコンラート1世に再調査を命じた。
1232年10月までに、グレゴリウス9世はゲルハルト2世から依頼された通り十字軍を宣言する準備を整えた。1232年10月29日、彼はシュテディンガーに対する十字軍を呼びかける使徒的書簡ルキス・エテルネ・ルミネを、ミンデン、ミュンスター、オスナブリュックの聖職者たちに送り、受け取った聖職者たちはブレーメン、ミンデン、パーダーボルン、ヒルデスハイム、フェルデン、ミュンスター、オスナブリュックで十字軍の説教を行った。司教たちには説教のため、必要に応じてすべてのドミニコ会士を雇い入れる権利を与えられた。また神聖ローマ皇帝フリードリヒ2世も、シュテディンガーに対し帝国アハト刑を宣告した。
グレゴリウス9世は書簡の中で、シュテディンガーが数々の神学的な過ちを犯し、乱交を行い、悪魔を崇拝する儀式を行っていると糾弾した。また彼は十字軍参加者への段階的な贖宥を規定し、十字軍の説教に参加すれば20日、他人の金で十字軍に従事すれば3年、自弁で従事すれば5年の免償を得られるとした。また己の罪を告白し、十字軍に参加して死んだ者に限り、完全な免償を享受できるとした。また金銭を寄付して十字軍に参加した者は、その額に応じて説教師の裁量により免償を得られるとされた。十字軍の行われる期間、すなわち贖宥状を得るために必要とされる期間についても、説教師たちが軍事的条件に基づき自分の裁量で決めていた。

## 十字軍

### 1233年の戦役
当初、司教たちの十字軍の説教に対する反応は薄かった。彼らに応じ十字架を取ったのは、わずかな数の地元の騎士たちだけであった。1233年1月19日、グレゴリウス9世は書簡クラマンテ・アド・ノスをウィルブランド、ヒルデスハイム司教コンラート2世、フェルデン司教ルデル、ミュンスター司教ルドルフ、オスナブリュック司教コンラート1世へ送り、ミンデン、リューベック、ラッツェブルクの司教たちの十字軍説教活動を支援するよう求めた。実際には説教活動の大部分はドミニコ会に丸投げされていた。この修道会は、1220年代の北ドイツにおいて急速に勢力を拡大していた。著名な異端審問官でアルビジョワ十字軍でも経験を積んだコンラート・フォン・マールブルクも、シュテディンガーに対する十字軍の説教を行った。その結果、この第二段階では夏に軍事行動を起こすのに十分な数の軍勢が集まった。

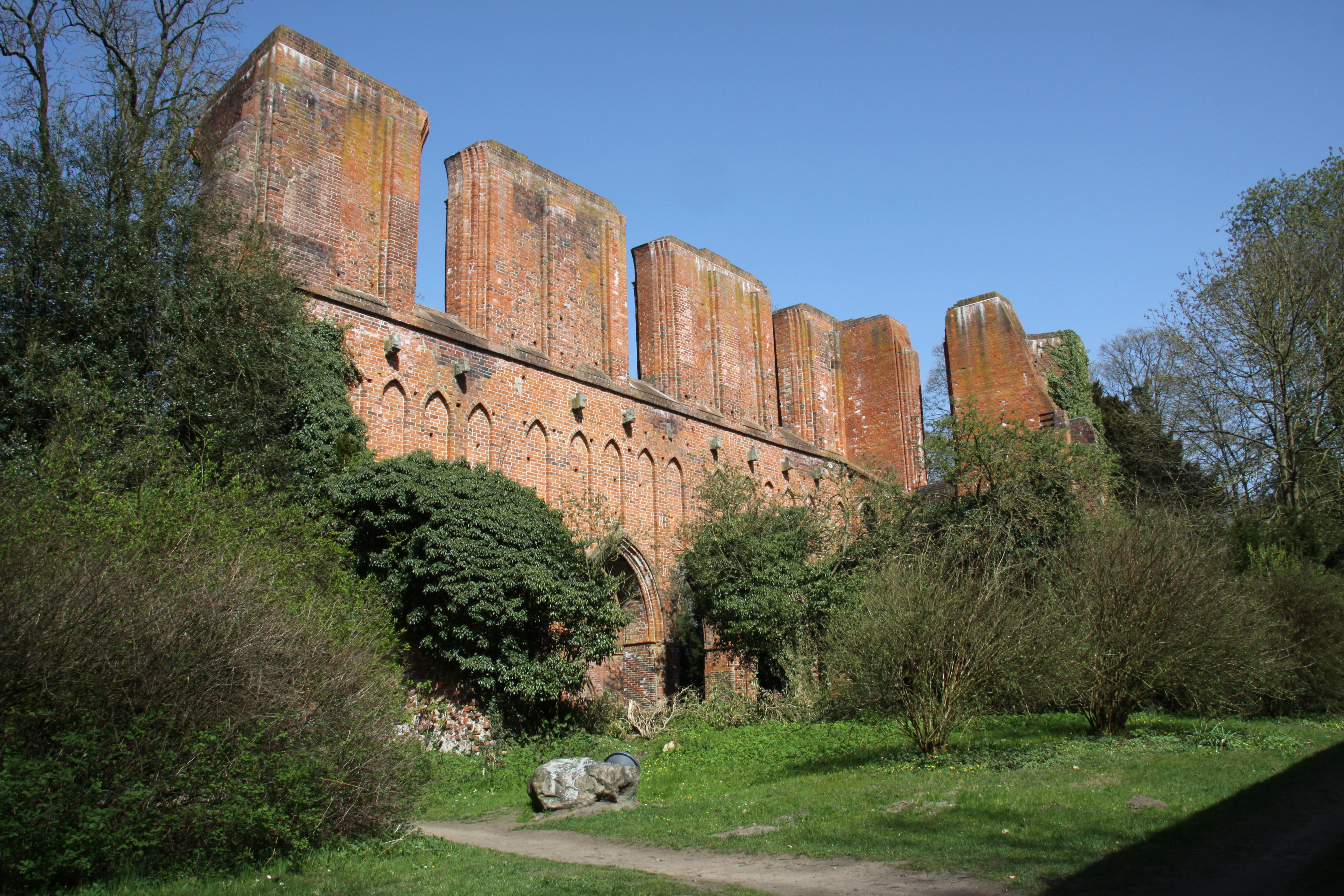
フーデ修道院の遺構。建設中にシュテティンガーの攻撃を受けた。

1232年から1233年にかけての冬、シュテディンガーはブレーメン大司教のスルッター要塞を占領した。1233年前半にはシトー会の木造修道院で建設中だったフーデ修道院を破壊した。また伝えられるところでは、シュテディンガーは通りすがりのドミニコ会修道士を捕らえて斬首した。ミンデン、リューベック、ラッツェブルクの司教たちはこうしたシュテディンガーの勝利と共に、シュテディンガーが多くの川で守られた天然の要害とされているせいで思うように十字軍への参加者が集まらないことを教皇に報告した。司教たちの報告からして、シュテディンガーが強敵とみなされていたのは明白である。到着した十字軍は、当初は何度か勝利をおさめたものの、7月にヘンメルスカンプで敗北を喫した。この時の戦死者の中には、オルデンブルク伯の親族であるヴィルデシャウゼン伯ブルハルトも含まれていた。
戦闘が続いている6月の時点で、グレゴリウス9世は再度十字軍を呼びかけることにした。6月13日にミンデン、リューベック、ラッツェブルクの司教たちへ発された書簡リッテレ・ヴェストレ・ノビスの中で、グレゴリウス9世は以前宣言していた部分的な贖宥を完全贖宥に切り替え、シュテディンガー十字軍を聖地への十字軍と同等と位置付けた。同時期にグレゴリウス9世はオ・アルティトゥド・ディヴィティアルム(6月10日)とヴォクス・イン・ラマ (6月11日–13日)という2つのデクレタルを発した。これは、ドイツに広がっていた別の異端ルシファー崇拝に対応するものであった。リッテレ・ヴェストレ・ノビスでは、戦死した者だけでなく、十字架をとり（正式な十字軍への参加誓約）戦った者すべてに最大限の免罪（完全贖宥）が与えられることになった。こうした方針転換の理由はおそらく、1232年から1233年の冬におけるシュテディンガーの優勢を打ち破るため、また新たに提唱されたルシファー崇拝者に対する十字軍との兼ね合いでシュテディンガー十字軍が中途半端に終わることを防ぐためであった。

### 1234年の戦役
1234年前半、前年より大規模で大々的な軍勢が集まった。これはドミニコ会がブラバント、フランドル、ホラント、ラインラント、ヴェストファーレンで十字軍説教を展開した成果だった。シュターデ年代記は、この時の十字軍は熱狂的であったと伝えている。ただフリースラントのエモは、こうしたドミニコ会の説教活動が公的な裏付けに基づいたものなのかという疑いの声が広がっていたと記録している。エモの記録している中で最大の事件は、フリースラントのFivelgoで起きたものである。アピンヘダムで説教をしていた2人のドミニコ会士が攻撃され、フローニンゲンに逃げ込んだのち、Fivelgoの人々を攻撃する説教を始めたのである。すぐ近くのStetsと呼ばれる地では、地元の修道士がドミニコ会士の説教を妨害し、ロットゥムの聖ユリアナ修道院に投獄された。結局Fivelgoで十字軍への参加に応じた者は僅かだった。

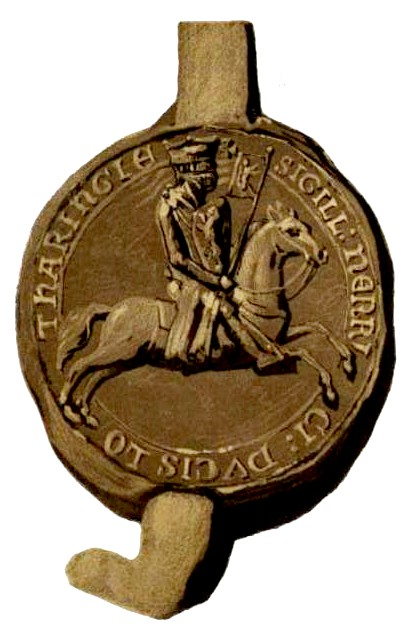
ブラバント公アンリ1世の印章

新たに十字軍に加わった諸侯は、ブラバント公アンリ1世、リンブルフ公ハインリヒ4世、ホラント伯フロリス4世、ゲルデルン伯オットー2世、クレーフェ伯ディートリヒ5世、ユーリヒ伯ヴィルヘルム4世、オルデンブルク伯オットー1世、ヴィルデシャウゼン伯ハインリヒ3世、ラーヴェンスベルク伯ルートヴィヒ、ブレダ領主、ショレン領主、その他フランドルの男爵数名といった面々であった。以上の全員は、オルデンブルク伯家と関係があった。十字軍の諸侯軍の総司令官はブラバント公が務めることになった。ザクセン世界年代記によればその総勢は4万人に上ったというが、実際には8000人前後だっただろうと考えられている。
対するシュテディンガーの兵力は、フリースラントのエモによれば11,000人だったというが、実際には2,000人を超えることはなかったと考えられている。その装備は十字軍と比べ貧弱で、鎧の類は一切なく、武器もパイクや短剣であった。シュターデ年代記によれば、シュテディンガーの指導者たちはタンモ・フォン・フントドルフ、ボルコ・フォン・バルデンフレス、ディートマール・フォン・ディールクという名であったという。それ以外に十字軍と戦ったシュテディンガーの名は伝わっていない。
ドイツ騎士団はシュテディンガーを擁護し、最後まで教皇と共に武力衝突回避の道を探っていた。1234年3月18日、グレゴリウス9世はドイツにいる教皇使節モデナのグリエルモに書簡グランディス・エト・グラヴィスを送り、シュテディンガーと大司教の間の争いを仲裁するよう命じた。しかしその手紙が届くのが間に合わなかったのか、もしくは大司教があえて無視したのか、いずれにせよ対立は解消せず、春に十字軍の軍事行動が始まった。
十字軍はヴェーザー川西岸に結集し、北へ向かった。そしてオフトゥム川に舟橋をかけ、シュテディンゲンに侵攻した。1234年5月27日、十字軍はアルテネシュ近くでシュテディンガー農民軍を捕捉し、背後から攻撃した。彼らは数度の突撃の末、農民軍のパイクの槍衾を突破した。農民軍が前進しようとして陣形を崩したところを、クレーフェ伯が側面から攻撃した。ここに至って戦闘は十字軍の勝利と決まり、全面的な虐殺が始まった。女性や子どもも容赦されず殺され、生き残った多くの農民たちは沼地へ逃げ込んだ。一方十字軍側では、オルデンブルク伯家の親族であるヴィルデシャウゼン伯が戦死した。ゲルハルト2世は、自身と十字軍が聖母マリアの介入によりもたらされたのだと記録している。
アルテネシュの戦いでは膨大な戦死者が出たため、遺体は集団墓地に葬られた。その数は史料によって異なり、2,000人 (ケルン国王年代記)、4,000人 (Historia monasterii Rastedensis)、6,000人 (シュターデ年代記)、11,000人 (ニノーヴェのボードゥアン)というようになっている。これらの数字をそのまま受け取ることはできないが、いずれにせよ破滅的な戦闘になったという印象は伝わってくる。Annales Erphordensesでは、「彼ら（シュテディンガー）の妻たちや子どもたち」も死んだことを強調している。
生き残ったシュテディンガーは降伏し、大司教の要求を受け入れた。彼らの自由土地所有権は奪われ、北側の土地はオルデンブルク伯の、南側の土地はブレーメン大司教のものとなった。1235年8月21日、グレゴリウス9世は書簡エクス・パルテ・ウニヴェルシタティスを出し、シュテディンガーに対する破門を解いた。フリースラントのエモによれば、シュテディンガーの中にはフリースラントを脱出して北ドイツの都市に逃げた者もいた。Historia monasterii Rastedensisによれば、フリースラントを脱出した者たちがテッラ・ルストリンギアエという共同体を作ったが、13世紀後半にオルデンブルク伯に攻撃されたという。

## 後世への影響

### 記念日
アルテネシュの戦いの後、大司教ゲルハルト2世は、毎年昇天祭の前の土曜日を全ブレーメン大司教区の教会における「教会解放」を祝う記念日とした。彼の提唱により、1234年5月27日は「シュテディンガーに対する勝利の日」(dies victorie habite contra Stedingos)と呼ばれるようになった。ゲルハルト2世は記念日に歌われる聖歌や讃美歌をつくり、厳かな行進を行った後、貧者に施しを行った者に20日間の贖宥を与えるといった記念式典の段取りを定めた。この儀式は、ブレーメンで16世紀の宗教改革まで続けられた。
リリエンタール修道院では、13世紀を通じ、シュテディンガーと戦い戦死したゲルハルト2世の兄ヘルマン・フォン・リッペの記念式典が定期的に行われた。またゲルハルト2世は、この兄ヘルマンをリリエンタールで記念する記念日も定め、オスターホルツ修道院を建設した。
オルデンブルク伯家も1233年にシュテディンガーに攻撃されたフーデ修道院の土台に天秤のモニュメントを設置し、オルデンブルクがシュテディンガーを支配していることを示す記念碑とした。これを教会に寄進するにあたり、ヴィルデシャウゼン伯ハインリヒ4世は、父ブルハルトと叔父ハインリヒ3世を「シュテディンガーと相対し聖なる十字架の元に殺されたオルデンブルクの伯たち」 (comitum de Aldenborch sub sancte crucis vexillo a Stedingis occisorum)と特記した。
アルテネシュの戦いから700年後の記念日には、ナチス・ドイツが以前とまったく違う記念行事を開催した。ボークホルツベルクにシュテディンガーの村が復元され、記念日の1934年5月27日前後にはシュテディンガーを讃える数々の再現イベントや演説、音楽イベントや行進が行われた。この時には、シュテディンガーは彼らを食い物にしようとした教会に立ち向かい、彼らの土地と自由を守ろうとした英雄とみなされていた。

### 史学史
同時代の年代記者たちは、農民に対する十字軍を実施するには聖地や異端に対する十字軍よりも明確な正当性の確保が必要であることをよく認識していた。アルブリー・ド・トロワ＝フォンテーヌはシュテディンガーを悪魔崇拝者と関連付けようとし、他の年代記者はカタリ派と結び付けようとしたが、いずれも説得力に欠ける。
ヘルマン・シューマッハーは、1865年のシュテディンガー研究において、彼らに対する「異端」というレッテルは無根拠であり、「無意味」ですらあると断じた。より後の時代のロルフ・ケーンは、ヨーロッパに広がる異端に危機感を抱いていた同時代人が至極真面目にシュテディンガーの異端問題を受け止めていたとしている。シュテディンガー十字軍の歴史は、農民史学者や十字軍史学者から注目を集めている。ヴェルナー・ツィーンは、シュテディンガーの敗因は前の10年ほどの間に彼らが限界を迎えていたことにあると指摘している。ツィーンによれば、シュテディンガーは既に外部勢力を惹きつけるような魅力を失っており、同盟者を得ることができず敗れた。
1970年代以前のシュテディンガー十字軍研究は、もっぱらイデオロギーの絡んだ目線で行われていた。シューマッハーはシュテディンガーを封建制からの解放を希求する者たちと捉えた。国家社会主義者たちは、シュテディンガーを圧政と外部の教会に立ち向かう自由ドイツの代表的な英雄とみなした。東ドイツ史学では、シュテディンガーは貴族の強欲に反撃する抑圧された労働者階級とされた。